# Pedro de Arze
Pedro de Arze (o Arce) fue un militar español que sirvió en el Virreinato del Río de la Plata como Subinspector de Armas. Luchó contra las Invasiones Inglesas al Río de la Plata (1806-1807).

## Biografía
Pedro de Arze nació en el obispado de Coria, Provincia de Cáceres, Extremadura.
Siguió la carrera de las armas y en 1790 se trasladó al Virreinato del Río de la Plata, donde fue designado sargento mayor del Regimiento de Infantería de Buenos Aires, la principal unidad veterana afectada a esa capital virreinal. En 1802 ascendió a comandante y en agosto de 1803 a teniente coronel.
En 1806 era Subinspector de Armas del Virreinato, y al producirse el desembarco británico en Quilmes fue enviado por el virrey Rafael de Sobremonte a resistirlo. En el breve combate del 26 de junio sus fuerzas se dieron a la fuga hacia Barracas (Buenos Aires). Intentó organizar una resistencia sobre el Riachuelo, pero predominó el desorden y sus fuerzas se dispersaron, lo que permitió a las tropas británicas a las órdenes de William Carr Beresford ocupar la ciudad casi sin resistencia.
Después de la reconquista liderada por Santiago de Liniers, Arze fue enviado a Montevideo al frente de 500 soldados veteranos para proteger esa ciudad de la Banda Oriental. Asistió al sitio y al caer finalmente la plaza el 3 de febrero de 1807, fue hecho prisionero y confinado por Samuel Auchmuty a bordo de la escuadra, siendo trasladado con los demás oficiales prisioneros a Inglaterra.
Habiendo cambiado el juego de alianzas tras la rebelión en España, en 1808 fue liberado y trasladado a La Coruña, donde se le otorgó el grado de brigadier de los Reales Ejércitos. No llegó a participar de la lucha contra los franceses y recibió pasaporte para trasladarse a Buenos Aires como subinspector de las tropas del Virreinato. Falleció en esa ciudad el 11 de abril de 1809, siendo sepultado al día siguiente en la iglesia de San Ignacio.
Estaba casado con María Martina de Labardén Aldao, hija de Juan Manuel de Labardén (1726-1777) con quien tuvo un hijo, Manuel de Arce Labardén.